# Brittany Denson
Brittany Janelle Denson (ur. 10 czerwca 1987 w Lakeland) – amerykańska koszykarka występująca na pozycji środkowej, posiadająca także libańskie obywatelstwo, obecnie zawodniczka Satu Mare.

## Osiągnięcia
Stan na 27 czerwca 2019, na podstawie, o ile nie zaznaczono inaczej.
Drużynowe
- Mistrzyni:
  - klubowa mistrzostw arabskich (2015)
  - Izraela (2012)
  - sezonu regularnego ligi Izraela (2012, 2013)
- Wicemistrzyni:
  - Izraela (2013)
  - Libanu (2016)
  - Rumunii (2017, 2018, 2019[4])
- Brąz Klubowego Pucharu Afryki (2014)
- Zdobywczyni:
  - Superpucharu Tunezji (2015)
  - Pucharu:
    - WABA (2016)
    - Izraela (2012, 2013)
- Finalistka Pucharu Rumunii (2018)

Indywidualne
(* – nagrody przyznane przez portale eurobasket.com, afrobasket.com, asia-basket.com)
- MVP ligi rumuńskiej (2019)*[4]
- Defensywna Zawodniczka Roku PLKK (2010)*
- Najlepsza*:
  - zawodniczka zagraniczna ligi rumuńskiej (2019)[4]
  - środkowa ligi rumuńskiej (2019)[4]
- Defensywna zawodniczka roku ligi rumuńskiej (2010, 2019[4])*
- Uczestniczka meczu gwiazd:
  - PLKK (2010, 2011)
  - ligi rumuńskiej (2017)
- Zaliczona do*:
  - I składu:
    - ligi rumuńskiej (2017, 2019[4])
    - zawodniczek zagranicznych ligi rumuńskiej (2017, 2019[4])

  - II składu:
    - PLKK (2010)
    - Pucharu Afryki (2014)

  - składu Honorable Mention PLKK (2011)
- Liderka 
  - średniej bloków:
    - ligi rumuńskiej (2017, 2019[4])
    - PLKK (2011 – 2,04)[5]

  - w liczbie bloków PLKK (2010 – 51)[5]:

Reprezentacja
- Uczestniczka mistrzostw Azji (2011 – 5. miejsce)
- Zaliczona do II składu mistrzostw Azji (2011)*